# Neoitamus richterievi
Neoitamus richterievi là một loài ruồi trong họ Asilidae. Neoitamus richterievi được Esipenko miêu tả năm 1972. Loài này phân bố ở vùng Cổ Bắc giới.